# ۱۵ فروردین
۱۵ فروردین پانزدهمین روز از سال در گاه شماری خورشیدی است. به پایان سال ۳۵۰ روز (۳۵۱ روز در سال کبیسه) باقی‌است.

## رویدادها
- ۱۳۵۶ - رقابت ۱۵ فروردین ۱۳۵۶ تیم ملی فوتبال ایران با تیم ملی فوتبال سوریه در مرحله مقدماتی جام جهانی فوتبال ۱۹۷۸ (آسیا و اقیانوسیه)
- ۱۳۶۰ - عملیات اچ۳
- ۱۴۰۱ - شعبه دوم بازپرسی شهرستان رامهرمز با انتشار یک پرونده عادل کلاه‌کج را به همراه چند نفر به اختلال‌گری در اقتصاد ایران متهم کرد
- ۱۴۰۱ - آغاز اعتراضات ۱۴۰۱ کشاورزان ایران

## زادروزها
- ۱۳۱۹ - بیژن پاکزاد، طراح و تولیدکننده
- ۱۳۲۰ - رضا شفیعیان، موسیقی‌دان
- ۱۳۲۴ - آتش تقی‌پور، بازیگر
- ۱۳۲۶ - فریده سپاه‌منصور، بازیگر
- ۱۳۲۷ - ژیلا مساعد، شاعر و نویسنده
- ۱۳۳۰ - سید علیرضا یاسینی، خلبان و نظامی
- ۱۳۳۲ - احمد متوسلیان، نظامی
- ۱۳۳۲ - پوراندخت مهیمن، بازیگر
- ۱۳۷۳ - یونس سرمستی، کشتی‌گیر

## درگذشت‌ها
- ۱۳۲۰ - پروین اعتصامی، شاعر
- ۱۳۵۸. ذوالفقار علی بوتو، نخست‌وزیر پاکستان،مؤسس حزب مردم پاکستان و پدر بی‌نظیر بوتو